# 포키 피그
포키 피그(Porky Pig)는 워너 브라더스 루니 툰 및 메리 멜로디 만화 시리즈의 애니메이션 캐릭터이다. 그는 그의 스타 파워를 바탕으로 관객의 관심을 끌기 위해 스튜디오에서 만든 최초의 캐릭터였으며 애니메이터들은 이 캐릭터를 특징으로 하는 비평가들의 찬사를 많이 받은 단편을 많이 만들었다. 이후의 캐릭터로 대체된 후에도 포키는 영화팬들에게 계속해서 인기를 얻었으며, 더 중요하게는 그를 수많은 모든 사람과 조수 역할로 다시 캐스팅한 워너스 감독이었다.
많은 단편의 마지막에 "(말을 더듬으며) 끝이에요, 여러분!"이라는 시그니처 대사로 유명하다. 이 슬로건(말더듬 없음)은 보스코와 버디, 심지어는 루니 툰 만화의 마지막 부분에 있는 빈스(Beans)에서도 사용되었다. 대조적으로 메리 멜로디 시리즈는 "So Long, Folks!"라는 슬로건을 사용했다. 1930년대 중반 루니 툰 시리즈에 사용된 것과 동일한 것으로 교체될 때까지 말이다. 그는 계속되는 가장 오래된 루니 툰 캐릭터이다.
포키의 가장 독특한 특징은 심한 말더듬으로, 때때로 말을 바꿔서 보상한다. 예를 들어 "무슨 일이야?" "구-구-구-구-... 무슨 일이야?"가 될 수도 있다. 포키의 나이는 시리즈에서 매우 다양했다. 원래 순진한 7살 새끼 돼지 (포키스 프리뷰에서 명시 적으로 언급 됨)로 잉태된 포키는 성인으로 더 자주 캐스팅되었으며 종종 나중에 시리즈에서 유능한 이성애자로 캐스팅되었다. 많은 루니 툰 만화의 결말에서 포키 피그는 베이스 드럼 헤드를 터뜨리고 "The End"로 쇼를 마무리하려는 그의 시도는 "그, 그, 그... 끝이에요, 여러분!"으로 이어진다. 포키피그는 미국 애니메이션의 황금시대였던 153개 만화에 등장했다.

## 같이 보기
- 미국 애니메이션의 황금시대